# UCI-Trial-Weltmeisterschaften/Junioren (20 Zoll)
Im 20-Zoll-Trial der Junioren werden seit 1995 Weltmeisterschaften ausgetragen. Zuvor hatte es Wettbewerbe in der offenen Klasse ohne Unterscheidung nach Raddurchmesser gegeben.
Wie die anderen Trial-Wettbewerbe wurde der Wettbewerb im Laufe der Zeit bei unterschiedlichem WM-Veranstaltungen ausgetragen, von 2000 bis 2016 zusammen mit den Mountainbike-Weltmeisterschaften und seit 2017 hauptsächlich bei den Urban-Cycling-Weltmeisterschaften.

## Palmarès
| Jahr | Austragungsort                      | Gold                                | Silber                              | Bronze                              |
| ---- | ----------------------------------- | ----------------------------------- | ----------------------------------- | ----------------------------------- |
| 1995 | Großheubach                         | Daniel Cegarra                      | Dave Rollier                        | Juan Franco Sanchez                 |
| 1996 | Zuoz                                | Marc Vinco                          | Christian Weber                     | Juan Pedro García                   |
| 1997 | Avoriaz                             | Christian Weber                     | Marco Hösel                         | Gilles Borel                        |
| 1998 | Cartagena                           | Marco Hösel                         | Rafał Kumorowski                    | Benito Ros                          |
| 1999 | Avoriaz                             | Marc-Amory Buteneers                | Kenny Belaey                        | Rafał Kumorowski                    |
| 2000 | Sierra Nevada                       | Kenny Belaey                        | Simon Billmaier                     | Michael Hampel                      |
| 2001 | Vail                                | Kenny Belaey                        | Simon Billmaier                     | Stefan Moor                         |
| 2002 | Kaprun                              | Gilles Coustellier                  | Diego Barrio Roa                    | Giacomo Coustellier                 |
| 2003 | Lugano                              | Diego Barrio Roa                    | Gilles Coustellier                  | Morgan Remy                         |
| 2004 | Les Gets                            | James Hyland                        | Ben Savage                          | Felix Heller                        |
| 2005 | Livigno                             | Ben Slinger                         | Karol Serwin                        | Marco Thomä                         |
| 2006 | Rotorua                             | Marco Thomä                         | Aurélien Fontenoy                   | Matthias Mrohs                      |
| 2007 | Fort William                        | Aurélien Fontenoy                   | Eduard Planas                       | Kevin Aglaé                         |
| 2008 | Val di Sole                         | Abel Mustieles                      | Loris Braun                         | James Barton                        |
| 2009 | Canberra                            | Abel Mustieles                      | Ion Areitio                         | Rodrigue Timellini                  |
| 2010 | Mont Sainte-Anne                    | Ion Areitio                         | Raphael Pils                        | Marius Merger                       |
| 2011 | Champéry                            | Raphael Pils                        | Marius Merger                       | David Hoffmann                      |
| 2012 | Saalfelden                          | Raphael Pils                        | Maxime Muffat                       | Lucien Leiser                       |
| 2013 | Pietermaritzburg                    | Bernat Seuba                        | Thomas Pechhacker                   | Alex Rudeau                         |
| 2014 | Lillehammer                         | Dominik Oswald                      | Oriol Roca                          | Alex Rudeau                         |
| 2015 | Vallnord                            | Dominik Oswald                      | Sebastian Ruiz                      | Johan Buchwalder                    |
| 2016 | Val di Sole                         | Eloi Palau                          | Nicolas Vallée                      | Samuel Hlavatý                      |
| 2017 | Chengdu                             | Alejandro Montalvo                  | Louis Grillon                       | Domenec Lladó                       |
| 2018 | Chengdu                             | Alejandro Montalvo                  | Charlie Rolls                       | Marti Aran                          |
| 2019 | Chengdu                             | Charlie Rolls                       | Toni Guillén                        | Antonio Fraile                      |
| 2020 | nicht ausgetragen (Corona-Pandemie) | nicht ausgetragen (Corona-Pandemie) | nicht ausgetragen (Corona-Pandemie) | nicht ausgetragen (Corona-Pandemie) |
| 2021 | Vic                                 | Martí Riera                         | Loris Gonzalez                      | Nil Benítez                         |
| 2022 | Abu Dhabi                           | Robin Berchiatti                    | Nil Benítez                         | Niilo Stenvall                      |
| 2023 | Glasgow                             | Oliver Weightman                    | Robin Berchiatti                    | Niilo Stenvall                      |
| 2024 | Abu Dhabi                           | Travis Asenjo                       | Guillaume Camus                     | Victor Pérez                        |

## Medaillenspiegel
| Platz  | Land           | Gold | Silber | Bronze | Gesamt |
| ------ | -------------- | ---- | ------ | ------ | ------ |
| 1      | Spanien        | 11   | 7      | 8      | 26     |
| 2      | Deutschland    | 7    | 5      | 5      | 17     |
| 3      | Frankreich     | 4    | 8      | 7      | 19     |
| 4      | Großbritannien | 4    | 2      | 0      | 6      |
| 5      | Belgien        | 3    | 1      | 1      | 5      |
| 6      | Schweiz        | 0    | 3      | 3      | 6      |
| 7      | Polen          | 0    | 2      | 1      | 3      |
| 8      | Österreich     | 0    | 1      | 0      | 1      |
| 9      | Finnland       | 0    | 0      | 2      | 2      |
| 10     | Kanada         | 0    | 0      | 1      | 1      |
| 10     | Slowakei       | 0    | 0      | 1      | 1      |
| Gesamt | Gesamt         | 29   | 29     | 29     | 87     |